# Mariano Melgar
Mariano Lorenzo Melgar Valdivieso (Arequipa, 10 de agosto de 1790 - Umachiri, 12 de marzo de 1815) fue un poeta y revolucionario independentista peruano.
En el plano literario, es más conocido por haber cabida en su creación a los yaravíes (cantos sentimentales de origen popular, cuyo antecedente son los jarawi o harawi, cantares de la época prehispánica), ya que antes de Mariano Melgar ya existían como estructura poética en Arequipa. El tema predominante de su poesía es su amor por Silvia (apelativo de María Santos Corrales), pasión colmada de dolor y despecho. Según muchos críticos, fue el precursor del Romanticismo literario en América y el iniciador de una literatura auténticamente peruana. 
Participó en la guerra por la independencia del Perú del dominio de España, uniéndose al ejército de Mateo Pumacahua, que lo acogió en calidad de auditor de guerra (1814). Fue tomado prisionero en la batalla de Umachiri y fusilado al día siguiente en el mismo lugar, cuando apenas tenía 24 años de edad.

## Biografía

### Nacimiento
Mariano Lorenzo Melgar Valdivieso nació en el departamento de Arequipa. Fue hijo legítimo de Juan de Dios Melgar y Andrea Valdivieso Gallegos, no habiéndose determinado si nació el 8 de agosto (día de San Mariano) o el 10 de agosto (día de San Lorenzo) de 1790. Lo único que se sabe a ciencia cierta es que fue bautizado el día 12 de agosto de ese mismo año en la catedral de Arequipa, por el párroco Matías Banda.

### Estudios
A temprana edad inició sus estudios en la escuela que funcionaba en el Convento de San Francisco de su ciudad natal. Se dice que a los tres años ya sabía leer y escribir. Su hermano José Fabio Melgar afirmaba que a los ocho años dominaba tan bien el latín que lo enseñaba a sus compañeros de estudio. Otros afirman que antes de cumplir los doce años ya dominaba el inglés y el francés. En sus ratos apacibles dibuja y pinta los hermosos paisajes donde se desenvuelve su primera juventud.
Su padre, que andaba en apuros económicos, solicitó que le concedieran a su hijo la capellanía eclesiástica establecida en una viña del Pago de Guarango en el valle de Majes, que contaba con una renta de 4.000 pesos. El deán y el cabildo eclesiástico de Arequipa accedieron a dicha solicitud, y así, Mariano fue nombrado Capellán propietario cuando apenas tenía seis años. Como requisito para hacer efectiva la posesión de la capellanía, el 2 de marzo de 1798, antes de cumplir los ocho años, Mariano recibió la prima tonsura de manos del obispo Pedro José Chávez de la Rosa y vistió el hábito clerical. Sin embargo, la satisfacción de su padre duraría pocos meses, pues las autoridades eclesiásticas suspendieron dicha concesión arguyendo una falla procesal; aunque don Juan de Dios entabló un litigio para que restituyeran la capellanía a su hijo, no logró su deseo.
El 19 de septiembre de 1807, Mariano aprobó el examen de ingreso al Seminario Conciliar de San Jerónimo, para estudiar Filosofía y Teología. Su acceso a la nutrida biblioteca de dicho Seminario, conocida como una de las más completas de Arequipa (si no la más completa), lo familiarizó con las obras clásicas y de la Ilustración. Se dedicó a hacer traducciones de Virgilio.
En 1810, gracias a sus brillantes estudios, se hizo merecedor de una beca de gracia y se encargó interinamente de la clase de Gramática en el Seminario. Luego se desempeñó sucesivamente como profesor de Latinidad y Retórica; Física y Matemáticas; y Filosofía (1811-1813).
El 21 de septiembre de 1810, recibió las órdenes menores, de manos del obispo Luis Gonzaga de la Encina y Perla, sucesor de monseñor La Rosa. 
En 1812, por razones amorosas, abandonó la carrera eclesiástica, viajó a Lima y estudió derecho en la Universidad de San Marcos, pero no se sabe si logró graduarse de doctor.

### Sus amoríos
Su primer amor fue Melisa (cuyo verdadero nombre era Manuelita Paredes, hija del Tesorero Fiscal de Arequipa), pasión que pronto se truncaría. Luego ya siendo mayor, se enamoró con pasión de su prima en segundo grado, María Santos Corrales, conocida como Silvia, quien, según la leyenda, tenía por entonces 13 años. Esta tormentosa pasión fue la que empujó a Melgar a abandonar la carrera eclesiástica. Sus padres decidieron entonces enviarlo a Lima, para que estudiara leyes. No conforme con ello, regresó a Arequipa para encontrarse con Silvia, pero ésta lo convenció de que obedeciera los deseos paternos, por lo que volvió a Lima. 
Por aquellos años se abocó hacia la literatura y empezó a ser conocido por su poesía, todavía enmarcada en los moldes clásicos. Con ocasión de la elección del cabildo constituyente en Arequipa, el 9 de diciembre de 1812, escribió por encargo una oda, que sería posteriormente conocida como “Oda a la libertad”. El 29 de marzo del año siguiente, dedicó su “Oda a la soledad” a José María Corbacho y Abril, su compañero en el seminario y en la Sociedad o Tertulia Literaria de Arequipa. 
Su estancia en Lima coincidió con la promulgación de la Constitución de Cádiz de 1812 y los festejos realizados en homenaje a José Baquíjano y Carrillo por haber sido designado consejero de Estado. Dedicó entonces a este personaje una “Oda al Conde de Vista Florida”, donde expone el sentimiento de la mancomunidad hispanoamericana. 
En el periódico El Investigador aparece su fábula "El ruiseñor y el calesero" (1813). Otras fábulas suyas, que no se publicaron sino hasta después de su muerte, contienen indudables mensajes de crítica hacia el estado de cosas imperante y en defensa del indio, lo que nos indica que ya por entonces el poeta se hallaba ganado por la idea de la emancipación, corriente que por entonces convulsionaba a las colonias hispanoamericanas.
De regreso a Arequipa, en marzo de 1814, sufrió la indiferencia de Silvia. Al parecer, la actitud de Silvia obedecía al deseo de sus padres, que por algún motivo rechazaban al poeta. Todo su drama amoroso lo concentró entonces Melgar en su conocida "Carta a Silvia", en la que expresa en 522 versos cómo conoció el amor y el dolor, hasta la aparición y pérdida de su amada. De esa época también data, al parecer, su célebre "Soneto a la Mujer". Para olvidar a Silvia, se dedicó a leer y traducir a Ovidio, además de consagrarse al trabajo de campo en el valle de Majes (al oeste de Arequipa). Su cercanía con los trabajadores agrícolas, le pone a la escucha de las variantes mestizas del antiguo harawi o canto quechua, que adopta para componer sus más célebres composiciones de carácter sentimental: los yaravíes.

### En la lucha por la independencia del Perú
En agosto de 1814 estalló la rebelión del Cusco bajo la dirección de los hermanos Angulo y Mateo Pumacahua. En noviembre de ese año, Melgar, que se hallaba en Majes, se dirigió a Chuquibamba para enrolarse en las tropas patriotas que se unían al ejército de Pumacahua, quien avanzaba desde el Cusco para capturar Arequipa. Dada su preparación intelectual fue nombrado Auditor de Guerra. La campaña resultó inicialmente exitosa para los patriotas, que obtuvieron la victoria de la Apacheta y ocuparon Arequipa. Sin embargo, poco después, la reacción realista los obligó a abandonar la ciudad blanca y dirigirse hacia Puno.
El 28 de febrero de 1815, el jefe patriota Vicente Angulo firmó en Ayaviri una oferta de paz dirigida al general realista Juan Ramírez Orozco, documento que se supone fue escrito por Melgar. 
El 11 de marzo de 1815, se libró la batalla de Umachiri, entre las fuerzas patriotas y las realistas, en la actual provincia de Melgar del departamento de Puno. Melgar resistió valerosamente en la dirección de artillería, pero consumada la derrota de los patriotas, fue persuadido de que huyera y le proporcionaron un caballo. Sin embargo, fue finalmente capturado por los realistas, y de manera rápida, se constituyó un tribunal improvisado en el mismo campo de batalla, siendo juzgado sumariamente y condenado a muerte. A la mañana siguiente (12 de marzo), Melgar fue fusilado. Se dice que cuando el jefe del pelotón pretendió ponerle una venda sobre los ojos, Melgar la rechazó diciendo: “Pongánsela ustedes que son los engañados, porque América será libre antes de los diez años”. Su profecía habría de cumplirse pues en 1824 la libertad de América se sellaría en los campos de Junín y Ayacucho.
El 16 de septiembre de 1833, los restos de Melgar fueron trasladados a Arequipa y al día siguiente fueron enterrados en el recién inaugurado cementerio de La Apacheta.
El 2 de julio de 1964, en reconocimiento por su actuación en las primeras batallas por la independencia, el gobierno del Perú reconoció oficialmente a Mariano Melgar como uno de los primeros patriotas y soldados del país.

## Obra literaria
Muerto a la temprana edad de 24 años, Melgar no dejó una obra sólida y orgánica. En lo poco que dejó, sin embargo, se puede ver nítidamente su talento y su pasión.
La mayor parte de su obra fue publicada de manera póstuma. En 1827 fue editada en Ayacucho la “Carta a Silvia”. En junio del mismo año El Republicano de Arequipa publicó cinco fábulas. En 1831, en el mismo periódico, aparecieron una serie de Canciones (solo a partir de 1861 serían llamadas “yaravíes”). En 1833, con el sello de la Imprenta del Gobierno, se editó su traducción de Remedios de amor del poeta latino Ovidio, a la que denominó como el Arte de olvidar.
El sobrino del poeta, Manuel Moscoso Melgar, hizo la primera compilación de la obra poética de Melgar, bajo el epígrafe de Poesías y con prólogo de Francisco García Calderón (1878). Ella incluye: una Carta a Silvia; 5 odas (Al autor del mar, Al conde de Vista Florida y A la libertad, principalmente), 5 elegías, 5 fábulas, 2 sonetos y 10 yaravíes. 
Una edición de sus Poesías completas, fue editada por Aurelio Miró Quesada, con los auspicios de la Academia Peruana de la Lengua (1971). Se trata de una edición ampliada, pues reúne en total 71 yaravíes (en vez de los 10 de la edición de 1878), por citar solo un ejemplo.
En 1995 Enrique Carrión Ordóñez dedicó a Melgar una biografía integral.
Según Aurelio Miró Quesada y otros especialistas, la obra de Melgar se puede clasificar de la siguiente manera: 
- Poesía filosófica (odas y cuartetas)
- Poesía cívica (odas y octavas)
- Poesía laudatoria (odas, sonetos, octavas)
- Poesía amatoria (elegías, rimas provenzales, sonetos, décimas, canciones varias, octavas, glosas)
- Epístolas, yaravíes, fábulas y epigramas
- Traducciones y paráfrasis.

### Poesía
Melgar cultivó los géneros poéticos clásicos (elegías, sonetos, odas, décimas, etc.), pero su mayor fama radica en haber adoptado la lírica precolombina o nativa, representada por el harawi o canción de tema amoroso, dando como resultado una auténtica poesía mestiza, cuyos versos se llamarían posteriormente ”yaravíes". Así, tal vez sin presentirlo, comenzó a liberar la poesía peruana del tutelaje del canon poético occidental, dando pase a una literatura auténticamente nacional.
A Melgar se le conoce como el “poeta de los yaravíes”. El yaraví se caracteriza por ser de verso libre y de métrica corta, muy especialmente de cinco sílabas (similar a la métrica quechua). 

| Sin ver tus ojos Mandas que viva Mi pecho triste; Pero el no verte Y tener vida Es imposible | Las largas horas Que sin ti paso Son insufribles, Vivo violento, Nada me gusta, Todo me aflige. |
Yaraví VI

El tema preponderante de los yaravíes de Melgar es el amor a Silvia, una pasión colmada de dolor y pesimismo, sin ninguna esperanza. 

| Tú me intimas que no te ame diciendo que no me quieres ¡Ay, vida mía! ¡Y que una ley tan tirana tenga de observar, perdiendo, mi triste vida! | Yo procuraré olvidarte, y moriré bajo el peso de mis desdichas; pero no pienses que el Cielo deje de hacerte sentir sus justas iras. |
Yaraví VIII

En sus versos presiente también con resignación su muerte.

| Muerto yo, tu llorarás el error de haber perdido una alma fina; y aún muerto sabrá vengarse este mísero viviente que hoy tiranizas | A todas horas mi sombra llenará de mil horrores tu fantasía; y acabará con tus gustos el melancólico espectro de mis cenizas. |
Ídem

La poesía de Melgar, particularmente el género del yaraví, ha sido mundialmente reconocida; sus poemas forman parte de muchas antologías poéticas impresas tanto dentro como fuera de su país natal, e incluso cuenta con traducciones en muchos idiomas.

### Fábulas
Las fábulas de Melgar se inspiran en Samaniego e Iriarte, pero a diferencia de estos, se enfoca a la crítica de la realidad social de su tiempo y particularmente en defensa del indio peruano, en un periodo crucial para la historia de la América hispana, en el que en diversas regiones ya había empezado la lucha por la independencia.
En 1813, el periódico El Investigador de Lima (N.º 32), publicó la fábula "El ruiseñor y el calesero", en el que Melgar critica el sometimiento de los gustos del pueblo a los caprichos advenedizos de la elite. Esta sería la única fábula que Melgar vería publicada, pues las otras de su autoría salieron a la luz varios años después de su muerte.
En 1827, el periódico El Republicano de Arequipa publicó cinco "fábulas políticas" de Melgar, según reza la nota de redacción. Ellas fueron "El murciélago" y "Los gatos", que aparecieron el 16 de junio de 1827; "El cantero y el asno" y "Las abejas" el 23 y 30 del mismo mes; "El asno cornudo", el 7 de julio del mismo año. Posteriormente, el mismo diario publicó "Las cotorras y el zorro" (27 de noviembre de 1830) y "Las aves domésticas" (6 de agosto de 1831).
Mucho tiempo después, concretamente el 13 de noviembre de 1891, el diario arequipeño La Bolsa publicó, tomando como fuente los manuscritos de Martín Ureta, las fábulas "El Sol" y "El ruiseñor y el calesero" (esta ya publicada en 1813). Otra fábula atribuida a Melgar es la titulada "La ballena y el lobo", que fue descubierta dentro de un manuscrito original del poeta y que se conserva en la Biblioteca de Lilly de la Universidad de Indiana. De este modo, las fábulas melgarianas conocidas son diez en total.

## Lista de obras
- Elegías
  - Elegía I (¿Por qué a verte volví, Silvia querida?)
  - Elegía II (¡Oh dolor! ¿Cómo, cómo tan distante)
  - Elegía III (¿Por qué se aflige, si la noche llega...)
  - Elegía IV (Mustio ciprés que viste)
  - Elegía V (Cuando recuerdo los penosos días)
- Odas:
  - A la libertad
  - A la soledad
  - Al sueño
  - Al autor del mar
  - Al Conde de Vista Florida
- Fábulas:
  - "El ruiseñor y el calesero" (1811)
  - "El murciélago" (1813)
  - "Los gatos" (1815)
  - "El cantero y el asno" (1815)
  - "Las abejas" (1827)
  - "El asno cornudo" (1827)
  - "Las cotorras y el zorro" (1830)
  - "Las aves domésticas" (1831)
  - "El Sol" (1891)
  - "La ballena y el lobo
- Epístola
  - "Carta a Silvia"
- Sonetos:
  - "La mujer"
  - "A Silvia"(carta de amor)
- Yaravíes (71)

## Valoración
Para el crítico Augusto Tamayo Vargas, Mariano Melgar se anticipó al movimiento romántico, así como marcó el punto de partida del nacionalismo literario, es decir, de una auténtica literatura peruana o mestiza, que nace fruto de los aportes nativos e hispanos. Joven y precoz poeta, no alcanzó a madurar porque la muerte lo sorprendió buscando la patria libre. De todos modos, en su breve pero rotunda obra, Melgar denota amor a la naturaleza, a su pueblo, a la libertad y a la tradición del país, expresando un sentimiento andino/mestizo, que nadie se había atrevido a exponer hasta ese entonces, en una sociedad tan prejuiciosa y españolizada que se agravaba por el centralismo y criollismo limeños. Visto desde este ángulo, Melgar es el iniciador de la poesía verdaderamente peruana, rebelándose contra los moldes impuestos por los europeos.
En un inicio, la poesía de Melgar no fue acogida por la literatura oficial. Antes y después de la primera compilación de su poesía (1878) hubo cancioneros y hojas sueltas con sus yaravíes, que eran muy populares y se entonaban con los acordes del charango y la vihuela. La gloria del poeta fue en realidad impuesta por el pueblo.